# 不沉的航空母舰

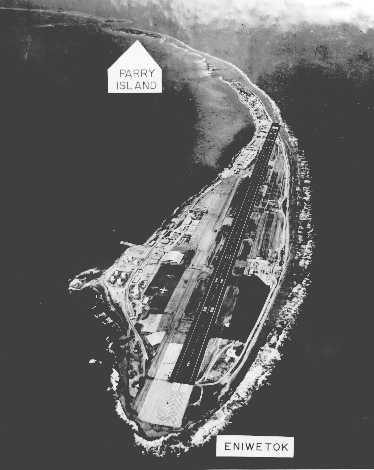
埃內韋塔克環礁島瞰圖，“不沉的航空母舰”的典型例子

不沉的航空母舰（英語：Unsinkable aircraft carrier），是指可用於力量投射而具備政治及地理上價值的岛屿。 因为可以被用作空军基地，且因其物理上的陸地而不易摧毁，所以，这些岛屿就成为了一艘不可移动但永不沉没的航空母舰。

## 第二次世界大战期间
不沉的航空母舰一词最早出现在第二次世界大战时期，用于形容太平洋上具有战略意义的岛屿和环礁。美军實行跳岛战术，从日军手中夺回这些岛屿。
二战中，马耳他和冰岛也被称为永不沉没的航空母舰，使得马耳他成为轴心国重要的战略目标。

## 冷战时期
美军在第二次国共内战开始后也将台湾称为永不沉没的航母。
英伦三岛和日本列岛在冷战中也有这样的称呼。如乔治·奥威尔在《一九八四》中将不列颠岛称为“第一空降场”（英語：Airstrip One），是小说中的大洋国抵御欧亚国的天然屏障。1983年，日本首相中曾根康弘承诺要将日本打造为太平洋上永不沉没的航母，协助美军抵抗苏联轰炸机的威胁。
美国国务卿亚历山大·黑格形容以色列为“美国在全世界最大的不沉航母”。

## 冷战后
中国在南中国海的南沙群岛填海造岛、修建飞机跑道，也被视为构建永不沉没的航母的举动。